# Rhabdomastix (Rhabdomastix) georgica
Rhabdomastix (Rhabdomastix) georgica is een tweevleugelige uit de familie steltmuggen (Limoniidae). De soort komt voor in het Palearctisch gebied.